# BMW CE 02
La BMW CE 02 è uno scooter elettrico prodotto dal 2023 dalla casa motociclistica tedesca BMW Motorrad.

## Storia e contesto
Nel settembre 2020 BMW ha depositato i brevetti 
dei nomi CE 04 (un maxi-scooter) e CE 02 (una mini-moto). Il concept della CE 02 è stato presentato un anno dopo, nel settembre 2021 al salone di Monaco, ed era simile nell'aspetto alle Honda Monkey e Grom.
La versione per la produzione in serie della CE 02 è stata presentata ad inizio luglio 2023.
La strumentazione è costituita da un display TFT da 3,5 pollici dotato di porta USB-C per caricare il cellulare.

## Descrizione e tecnica

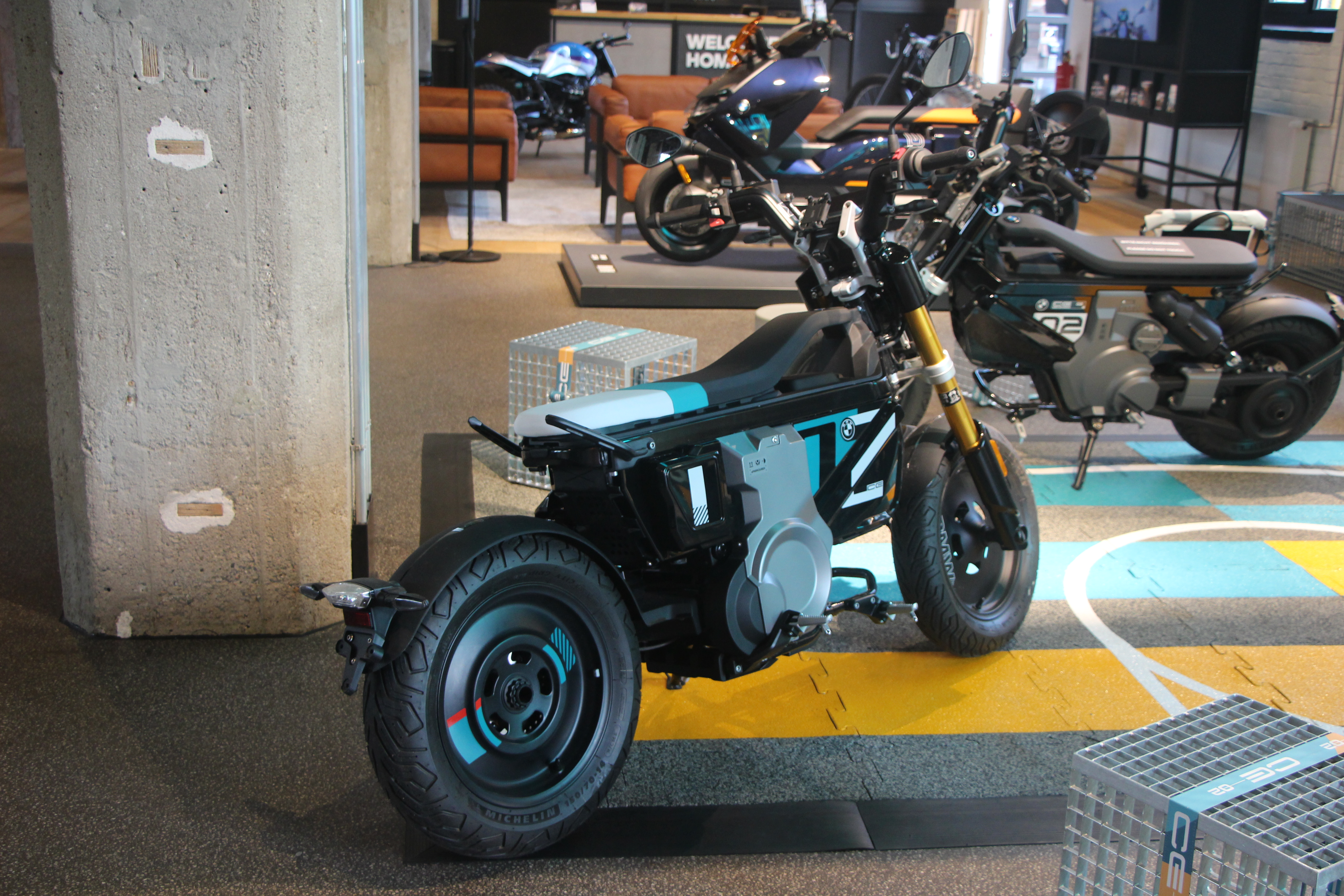

La moto è dotato degli stessi comandi e strumenti di uno scooter; tuttavia, la posizione di guida è a "cavalcioni" con i piedi appoggiati su delle pedane in modo simile ad una motocicletta. Rispetto al concept, il modello di produzione è dotato di specchietti retrovisori, un carter di protezione per la trasmissione a cinghia e un parafango anteriore. 

### Gruppo propulsore e batteria
A spingere il mezzo c'è un motore elettrico sincrono con raffreddamento ad aria. Sono disponibili due versioni, una con potenza di 5 CV (3,7 kW) e un'altra con potenza di 15 CV (11 kW). La versione a potenza ridotta è destinata ai conducenti con patente di guida di classe AM, ovverosia omologato come ciclomotore nei paesi europei ed è limitata a 45 km/h, mentre la versione più potente ha una velocità massima di 95 chilometri all'ora.
Sono presenti due alloggi per altrettante batterie, che sono rimovibili e agli ioni di litio raffreddate ad aria, ciascuna da 48 V con una capacità di 1,96 kWh. Il caricabatterie esterno in dotazione ha a una potenza di 900 W; nel pacchetto Highline disponibile come optional c'è un caricabatterie più potente da 1,5 kW. La versione meno potente utilizza una singola batteria e ha un'autonomia stimata di circa 45 km, caricandosi dal 20% all'80% in 85 minuti. La versione più potente ha due batterie e un'autonomia stimata di 89 km e si ricarica dal 20% all'80% in 168 minuti, scendendo a 102 minuti con il caricabatterie da 1,5 kW.
Il motore è montato direttamente sul telaio e non sul forcellone, riducendo così le masse non sospese elasticamente. Per trasmettere la potenza dal motore alla ruota posteriore viene utilizzata una trasmissione a cinghia dentata. Sono disponibili due modalità di guida: Flow, che offre la massima frenata rigenerativa, e Surf, che offre una risposta più reattiva dell'acceleratore. Il pacchetto Highline aggiunge una terza modalità di guida, Flash, che dà una risposta ancora più pronta del motore. Sulla versione più potente è disponibile anche una modalità di guida che limita la potenza a 4 kW (5,4 CV) per massimizzare l'autonomia.